# Jewgienij Popiticz
Jewgienij Władisławowicz Popiticz, ros. Евгений Владиславович Попитич (ur. 17 listopada 1994 w Permie) – rosyjski hokeista.

## Kariera
- Oktan Perm (2011-2013)
- MHK Mołot Perm (2013-2015)
- Mołot-Prikamje Perm (2013-2015)
- Sławuticz Smoleńsk (2015-2017)
- HK Czeboksary (2017)
- Kułagier Pietropawłowsk (2017-2021)
- Cracovia (2021-2022)
- Humo Taszkent (2022-)

Wychowanek klubu Mołot w rodzinnym mieście. Do 2015 grał w zespołach permskich w juniorskich ligach MHL-B i MHL oraz w seniorskich WHL. Od 2015 reprezentował Sławuticz Smoleńsk w rozgrywkach 
WHL-B. Pod koniec listopada 2017 przeszedł do Kułagiera Pietropawłowsk w lidze kazachskiej, gdzie grał przez cztery sezony. W połowie października 2021 ogłoszono jego angaż w zespole Cracovii w Polskiej Hokej Lidze. Na początku sierpnia 2022 został zawodnikiem uzbeckiego Humo Taszkent.

## Sukcesy
Klubowe
- Złoty medal MHL-B: 2013 z Oktanem Perm
- Srebrny medal WHL-B: 2017 ze Sławuticzem Smoleńsk
- Brązowy medal mistrzostw Kazachstanu: 2019 z Kułagiera Pietropawłowsk
- Puchar Polski: 2021 z Cracovią
- Puchar Kontynentalny: 2022 z Cracovią